# Megaselia pulicaripar
Megaselia pulicaripar är en tvåvingeart som beskrevs av Rudolf Beyer 1959. Megaselia pulicaripar ingår i släktet Megaselia och familjen puckelflugor. Inga underarter finns listade i Catalogue of Life.